# Forssa socken
Forssa socken i Södermanland ingick i Villåttinge härad, ingår sedan 1971 i Flens kommun och motsvarar från 2016 Forsa distrikt.
Socknens areal är 47,39 kvadratkilometer, varav 40,49 land. År 2000 fanns här 147 invånare. Godsen Malstanäs, Skedevi och Forsnäs samt sockenkyrkan Forssa kyrka ligger i socknen.

## Administrativ historik
Forssa socken har medeltida ursprung. 
Vid kommunreformen 1862 övergick socknens ansvar för de kyrkliga frågorna till Forssa församling och för de borgerliga frågorna till Forssa landskommun. Landskommunen inkorporerades 1952 i Bettna landskommun som 1971 uppgick i Flens kommun. Församlingen uppgick 2010 i Bettna församling.
1 januari 2016 inrättades distriktet Forsa, med samma omfattning som församlingen hade 1999/2000.  
Socknen har tillhört län, fögderier, tingslag och domsagor enligt vad som beskrivs i artikeln Villåttinge härad.  De indelta soldaterna tillhörde Södermanlands regemente, Nyköpings kompani och Livregementets grenadjärkår, Södermanlands kompani.

## Geografi
Forssa socken ligger sydost om Flen kring Uren och i sydost och med Båven i nordost. Socknen är en sjörik och kuperad skogsbygd med odlingsbygd vid sjöarna.

## Fornlämningar
Från bronsåldern finns spridda gravrösen. Från järnåldern finns gravfält och tre fornborgar.

## Namnet
Namnet (1329 Fors) kommer från byn Forsa och syftar på en fors i ån vid byn.
Enligt beslut den 22 oktober 1927 fastställdes socknens namn som Forssa. Innan hade namnet Forsa också förekommit.

## Gårdar
- Forsnäs
- Malstanäs
- Sofielund